# Кравченко Віктор Андрійович
Ві́ктор Андрі́йович Кра́вченко (11 жовтня 1905 — 25 лютого 1966) — український інженер, радянський державний і партійний діяч, «неповерненець», автор мемуарів про життя в СРСР, у яких описав репресії та Голодомор. Книга Кравченка «Я вибрав волю» стала світовим бестселером.

## Життєпис

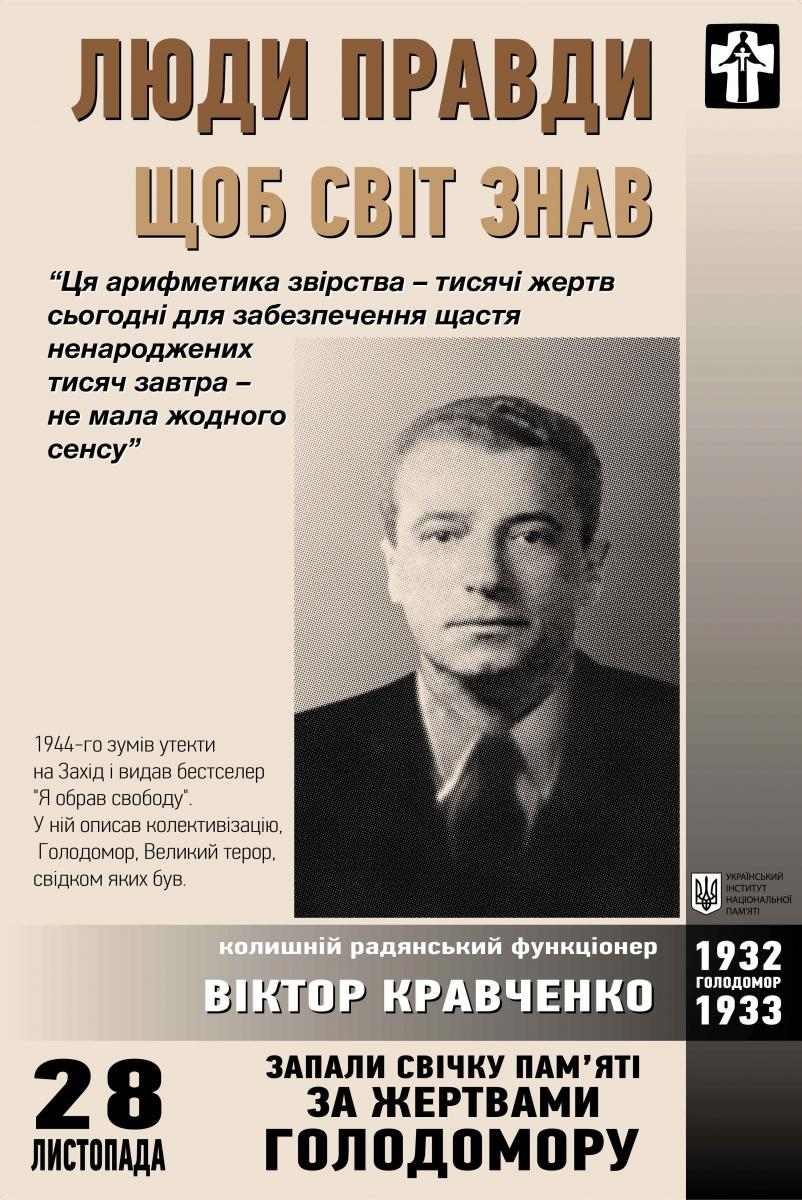
«Люди Правди».
Серія плакатів Українського інституту національної пам'яті про тих, хто, ризикуючи кар’єрою, свободою чи життям, зберегли та поширити правдиві відомості про Голодомор.

Народився 11 жовтня 1905 року в родині робітника Катеринославського заводу в Катеринославі (нині Дніпро). Батько належав до соціал-демократичних гуртків, брав активну участь у революційних подіях 1905 року, неодноразово арештовувався царською жандармерією. Від 1919 року родина Кравченків проживала в сільськогосподарській комуні «Набат» біля села Корбина на Дніпрі. У 1920—1921 роках Віктор Кравченко навчався в Ерастівському сільськогосподарському училищі в селі Комісарівці. З 1921 року працював помічником слюсаря в селі Корбиному. У 1922—1924 роках працював на шахтах Донбасу, з 1924 року був робітником на Дніпропетровському металургійному заводі імені Петровського.
Від 1927 до 1928 служив на радянській прикордонній заставі в Туркменській РСР. Під час служби зазнав серйозної травми, декілька місяців лікувався в шпиталях Ашхабата і Києва. З літа 1928 року працював майстром на Дніпропетровському металургійному заводі імені Петровського. У 1929 році вступив до ВКП(б).
У 1931 році вступив на літакобудівний факультет Харківського технологічного інституту. У 1932 році Віктор Кравченко був переведений спочатку до металургійного інституту в Ленінграді, а потім — у Дніпропетровську. Навчався у Дніпропетровському металургійному інституті імені Сталіна разом з Леонідом Брежнєвим, з яким товаришував. Вивчився на металурга. Брав участь у вилученні хліба в селян у роки насильницької колективізації сільського господарства. Зокрема, у 1932 році був одним з «двадцятип’ятитисячників», яких відрядили на Дніпропетровщину для «ліквідації кризи хлібозаготівель». У 1933 році таких, як він, знову відрядили на села — цього разу вже збирати врожай. Під враженням від побачених масових смертей — подав заяву-прохання на переведення працювати за фахом — у металургічній галузі .
Після закінчення інституту, в 1935 році Віктор Кравченко був призначений начальником трубопрокатного цеху на південнотрубному заводі в місті Нікополі. З 1937 по 1938 рік працював начальником технічного відділу Нікопольського південнотрубного заводу. У 1937—1938 роках потрапив під сталінські репресії, зазнав переслідувань з боку НКВС, однак зміг врятуватися. У 1938 році короткий час працював начальником трубопрокатного цеху Таганрозького металургійного заводу імені Андрєєва Ростовської області РРФСР. З березня 1938 по лютий 1939 року — начальник волочильного (трубопрокатного) цеху Новоуральського новотрубного заводу в місті Первоуральську Свердловської області РРФСР. У лютому 1939 року призначений начальником будівництва — директором металургійного (трубопрокатного) заводу в місті Сталінську (тепер Новокузнецьку Кемеровської області). Через декілька місяців Народний комісаріат чорної металургії СРСР переніс місце будівництва заводу із Сталінська до Кемерово, Віктор Кравченко залишився начальником будівництва. Однак, на початку 1940 року будівництво заводу було законсервовано.. З 1940 року Віктор Кравченко перебував у розпорядженні «Головтрубосталі» Народного комісаріату чорної металургії СРСР, працював заступником головного інженера на металургійному заводі «Головтрубосталь» в Філях біля Москви. Весною 1941 року був засуджений «за розтрату коштів» Московським міським судом до одного року примусової праці за місцем роботи. У 1942 році вирок був скасований Верховним судом СРСР.
Під час німецько-радянської війни з вересня 1941 року був слухачем курсу із воєнної інженерії (капітаном інженерного підрозділу Червоної армії) та партійним організатором Болшевського воєнно-інженерного училища біля Москви. Переведений до міста Мензелінська Татарської АРСР, де лікувався у військовому госпіталі. У січні 1942 року переведений до Москви, а в лютому 1942 року демобілізований із армії. З лютого по травень 1942 року працював головним інженером Промтресту в Москві. З травня 1942 по січень 1943 року — начальник управління військового постачання Ради народних комісарів Російської РФСР. З січня 1943 року очолював «Головметал» РНК РРФСР.
Влітку 1943 року радянський уряд направив Кравченка до США як члена закупівельної комісії СРСР у Вашингтоні. Там він познайомився з лівими антисталіністами — меншовиком Давидом Даліним, його дружиною троцькісткою Лілією Естрін-Далін, колишнім троцькістом Максом Істменом, журналістами Ісааком Дон Левіним та Юджином Лайонсом. 4 квітня 1944 року — не з'явився на службу. Деякий час переховувався від радянських спецслужб, а потім — попросив політичного притулку в США. Домагання радянського посольства повернути Кравченка до СРСР американська сторона не задовольнила. У СРСР Кравченка оголосили зрадником. У Америці — він жив під псевдонімом. Одружився з Синтією Кушер (Cynthia Kusher). Вони мали двох синів — Андрія та Антона, — які довгий час не знали правди про особу свого батька (до 1965 року).

## Книга спогадів
Став відомим у світі після публікації мемуарів про життя в комуністичному СРСР. За допомогою американського журналіста Юджина Лайонса і перекладачки Елізабет Гепгуд написав книгу «Я вибрав волю», у якій одним із перших без прикрас описав колективізацію в СРСР, табори ГУЛАГу та співпрацю урядів Сталіна і Гітлера, а також — Голодомор. У США книгу опублікували на початку 1946 року. У квітні 1946-го — вийшов огляд книжки в «Нью-Йорк таймс» . В Європі вона вийшла в 1947 році і стала бестселером. У Франції книгу удостоїли літературної премії Сент-Бева. Однак, серед іншого, у книзі засуджувалася і «сепаратистська» політика, що загрожувала територіальній цілісності Росії—СРСР. Саме це стало причиною несприйняття Кравченка в колах патріотично налаштованої української діаспори Америки.
Книжка досі популярна  . Багато разів перевидавалася, в тому числі через десятки років після першої публікації, як мінімум, у 1988  та 2007 . Перекладена на:
- французьку
- німецьку [14] [15]
- іспанську [16]
- португальську[17]
- італійську[18]
- угорську[19]
- польську [20]
- китайську[21]
- турецьку[22]
- хінді [23]
- тагальську[24]
- бірманську
- урду [25]
- японську[26]
- арабську[27]

## Процес століття
Міністерство державної безпеки СРСР організувало міжнародну кампанію з дискредитації Кравченка, до якої, зокрема, залучило Жана-Поля Сартра. Він написав п'єсу, в якій зобразив Кравченка агентом Центрального розвідувального управління США (ЦРУ).
Після того, як французька комуністична газета «Les Lettres Françaises» звинуватила Кравченка у брехні, він подав на неї позов про наклеп. Адвокатом Кравченка був Жорж Ізар. Тривалий судовий розгляд, що тривав від 24 січня до 22 березня 1949 року в Парижі, став тогочасною світовою сенсацією. Французькі журналісти називали його «процес століття». 
На засіданнях давали свідчення сотні свідків. Зі сторони Кравченка виступали ті, хто вижили у радянських концтаборах. Зокрема, Маргарет Бубер-Нойманн, вдова страченого в СРСР лідера компартії Німеччини Гайнса Нойманна, та льотчик ескадрильї «Нормандія—Німан» Андре Муане. А також — поляк Аполлон Раєвський; Олександр Зозуля з Києва; Степан Дубовик та Олександр Горобець з Харківщини; Лазар Таран з-під Запоріжжя; Олена Ткаленко, Дмитро Нещета та Петро Захожой з Полтавщини; Кирило Земець та Іван Кухаренко з Київщини; Василь Луговий з Дніпропетровщини; група втікачів з Кубані; подружжя Янчиків з Луцька; Микола Островський з Житомирщини; Іван Іршенко з Чигирина та інші. 
Також прийшло багато листів з таборів переміщених осіб, розкиданих по всій Європі. Писали не тільки окремі люди, а й цілі групи. Під листом з табору переміщених осіб у Галлендорфі стояло 396 підписів, під листом з Фельдмохтінга — 217. З табору Новий Ульм прийшов лист, підписаний групою інтелігенції, серед яких Іван Багряний та його дружина Галина. На боці Кравченка виступив також історик та культурний діяч української діаспори в Німеччині Федір Правобережний з дружиною. А так звана «біла» еміграція організувала Комітет сприяння процесові Кравченка і надала свідчення за період з 1918 по 1921 рік. Під одним з листів на захист Кравченка стояло 196 підписів. Під іншим — особисто підписався голова Російського національного комітету Даровський.
З боку комуністів захисниками газети виступили фізик Фредерік Жоліо-Кюрі, єпископ Кентерберійський Х'ю Джонсон, популярний журналіст П. Деке та інші прорадянськи налаштовані діячі. Щоб дикредитувати Кравченка, до Франції також привезли його колишню дружину, колег та друзів, щоб ті дали свідчення проти нього.
Суд задовольнив позов Кравченка. Він отримав символічну компенсацію. Наслідком процесу став відчутний удар по сталінському комуністичному режиму. Зокрема, П. Деке змінив своє ставлення до книги Кравченка і навіть написав передмову до одного з її перевидань. Про цей процес Кравченко видав книгу I chose justice(New York 1950). Там він документує свідчення жертв сталінізму. Крім того, була створена документація The Trial Of Victor Kravchenko («Процес Віктора Кравченка»).

## Розорення
Незважаючи на свій антикомунізм, Кравченко залишався соціалістом і був стурбований маккартистським «полюванням на відьом». Гроші, отримані за численні видання своєї першої книги, Кравченко в 1950-і роки витратив на невдалі проекти організації незаможних селян у колективні господарства на срібних копальнях в Перу та Болівії, і в підсумку — розорився. Пригнічений невдачею, повернувся в Нью-Йорк і поступово відійшов від громадського життя.

## Смерть
Через рішення Кравченка відмовитися від Радянського Союзу постраждали його численні родичі. Їх переслідували, позбавляли волі. Принаймні тридцятеро із них були вбиті, серед них — його батько, мати і брат.
Відомо, що місце знаходження Кравченка агенти НКВС виявили вже у 1944 році. Спочатку за ним стежили агенти НКВС, а потім — спеціальні агенти КДБ.
25 лютого 1966 року Кравченка знайшли мертвим у його квартирі на Мангеттені з простреленою скронею. За офіційною версією, він покінчив життя самогубством. Однак слідство так і не змогло пояснити всіх суперечливих обставин смерті. І хоча версія самогубства отримала широке визнання, є автори — такі як Гаррі Керн, — що й досі не виключають того, що Кравченка вбили радянські агенти. Нещодавно розсекречені файли ФБР показують, що президент Ліндон Джонсон виявив сильну зацікавленість самогубством Кравченка, вимагаючи, щоб ФБР визначило, чи його самогубство було справжнім чи — радянською підробкою.
Питання підозрілої смерті Кравченка — досі лишається відкритим. Обидва його сини вважають, що батько став жертвою саме КДБ.
Тіло Кравченка поховали у штаті Коннектикут на території маєтку Е. Хепгуд (після Другої світової війни дім Е. Хепгуд став притулком для багатьох емігрантів з СРСР, у тому числі й «неповерненців»). Після здобуття Україною незалежности, син Кравченка, Андрій (Ендрю) Кравченко, художник за професією, за заповітом батька, розвіяв його прах (який зберігав роками) над рідною землею.
У 2008 році Ендрю Кравченко видав документальний фільм «The Defector» («Перебіжчик») про свого батька.